# Thetis-proefreactor
De Thetis-proefreactor was een onderzoeksreactor van het Instituut voor Nucleaire Wetenschappen van de UGent aan de campus Proeftuin. De nucleaire onderzoeksreactor werd in de jaren '60 gebouwd en vanaf 1965 gebruikt voor onderzoekswerken zoals radioactief verval, ten dienste van de vakgroep analytische chemie. Er werd nooit netto elektriciteit geproduceerd, daarvoor was de centrale te klein.
De centrale werd eind 2003 stilgelegd en sindsdien ontmanteld. De laatste kernbrandstof werd ontladen in 2010 en door Belgoprocess verwerkt. De verdere ontmanteling van de site werd opgestart in 2013 en voltooid in 2015.